# Katie Colclough
Katie Amanda Colclough (Grantham, 20 januari 1990) is een wielrenster en baanwielrenster uit het Verenigd Koninkrijk.
In 2009 werd Colclough tweede op de Europese kampioenschappen wielrennen.
In 2010 nam Colclough deel aan de Gemenebestspelen. Op de Europese kampioenschappen baanwielrennen 2010 won ze een gouden medaille op de ploegenachtervolging.
Op de Wereldkampioenschappen wielrennen 2013 won Colclough de ploegentijdrit.
Brennauer · Carleton · Colclough · Rowney · Small · Stacher · Stevens · Teutenberg · Van Dijk · Wiles · Worrack
Becker · Brennauer · Colclough · Fahlin · Hosking · Hughes · Neben · Rowney · Stacher · Stevens · Teutenberg · Van Dijk · Worrack